# Bàn phím máy tính

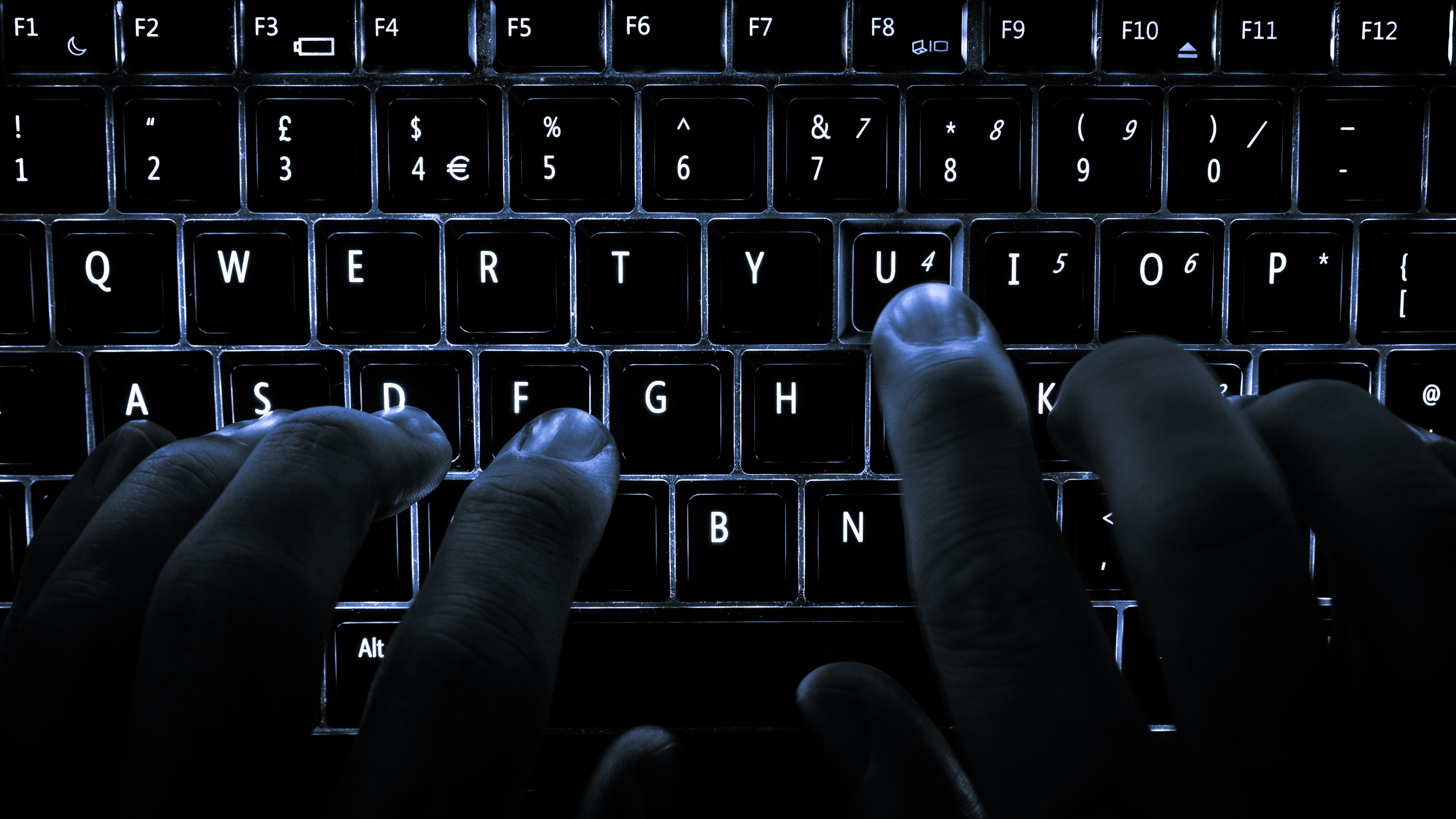
Bàn phím có đèn led phía dưới

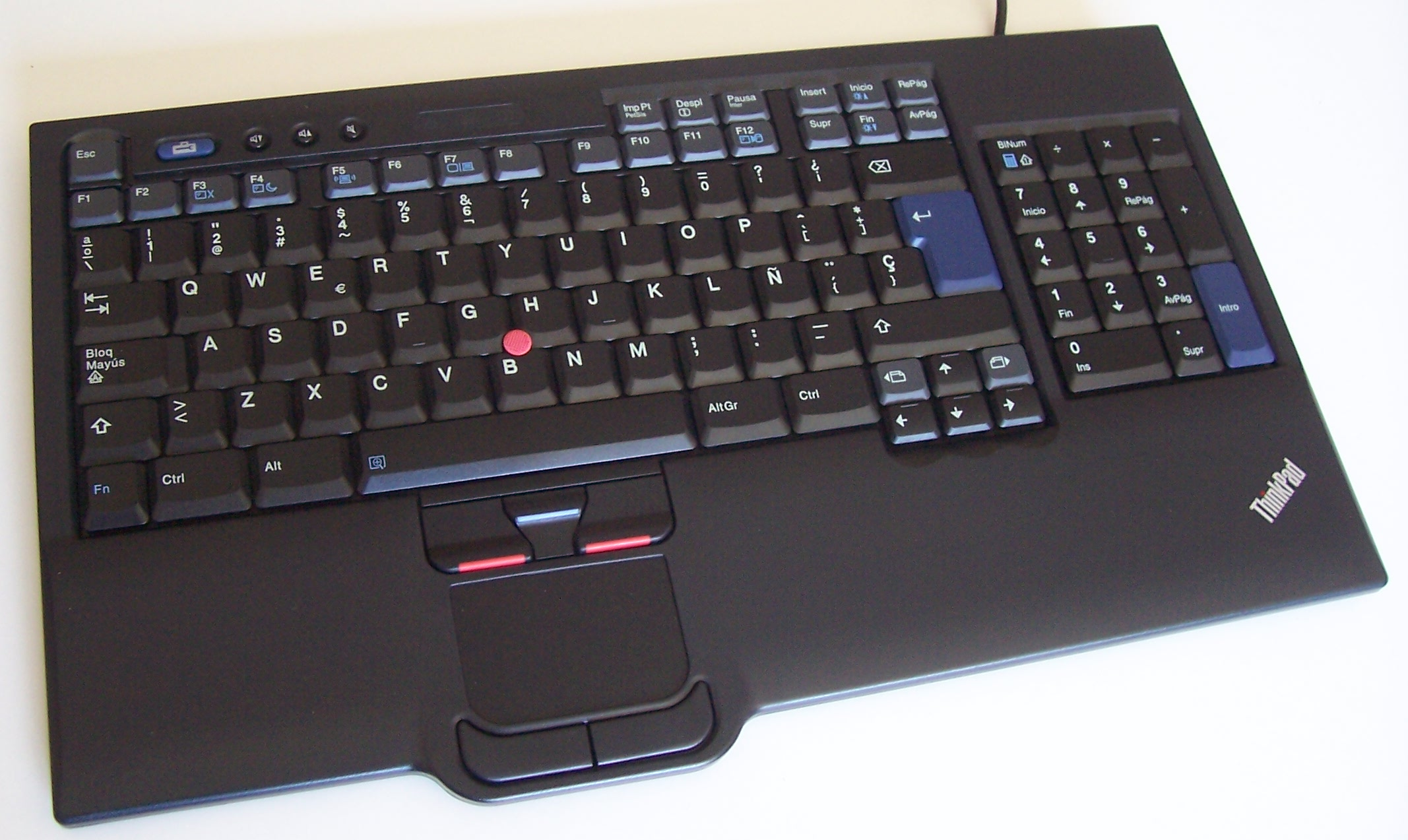
Bàn phím USB nhỏ gọn ThinkPad của Lenovo

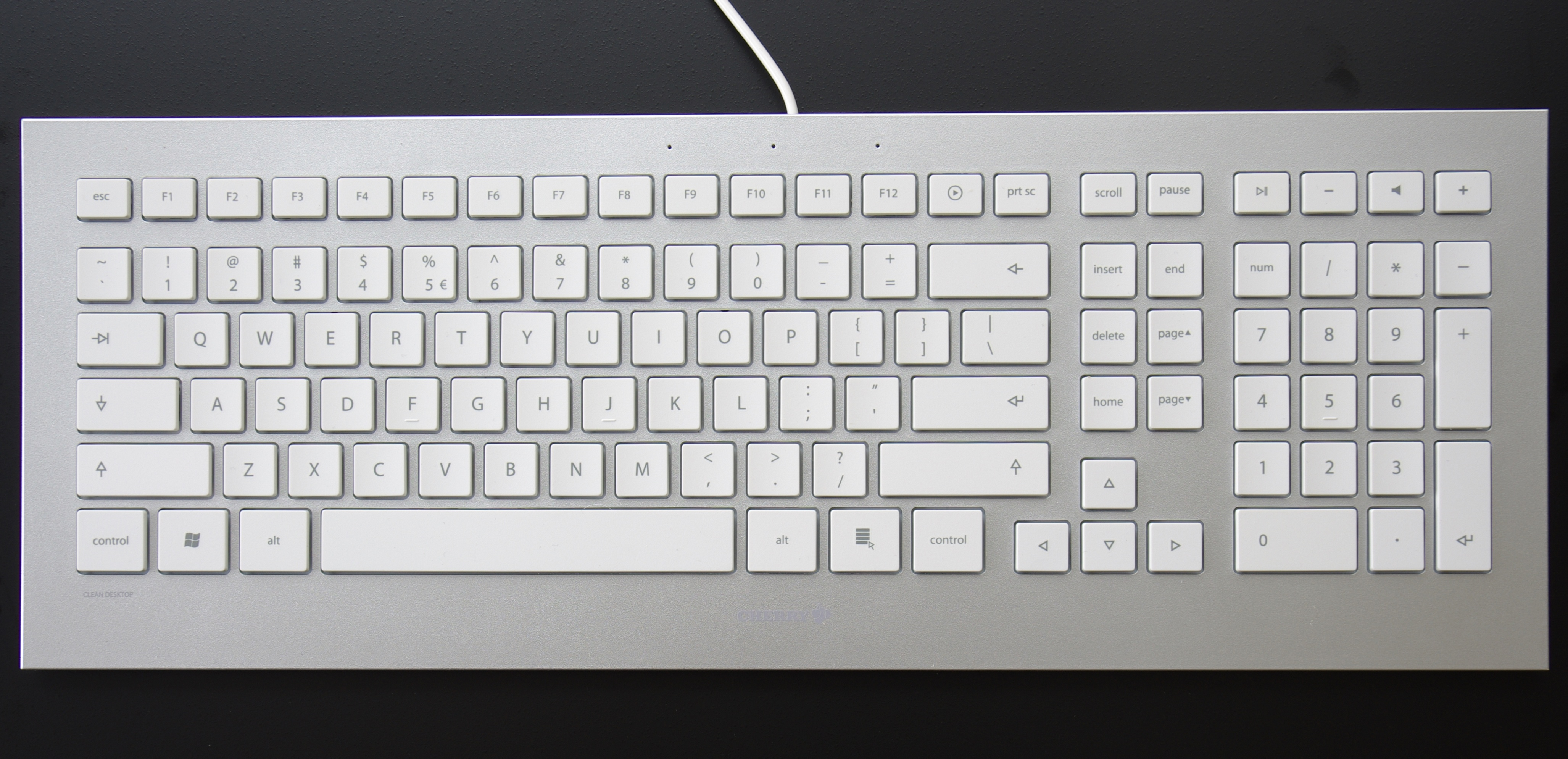
Bàn phím chiclet tiêu chuẩn màu trắng (bàn phím phẳng)

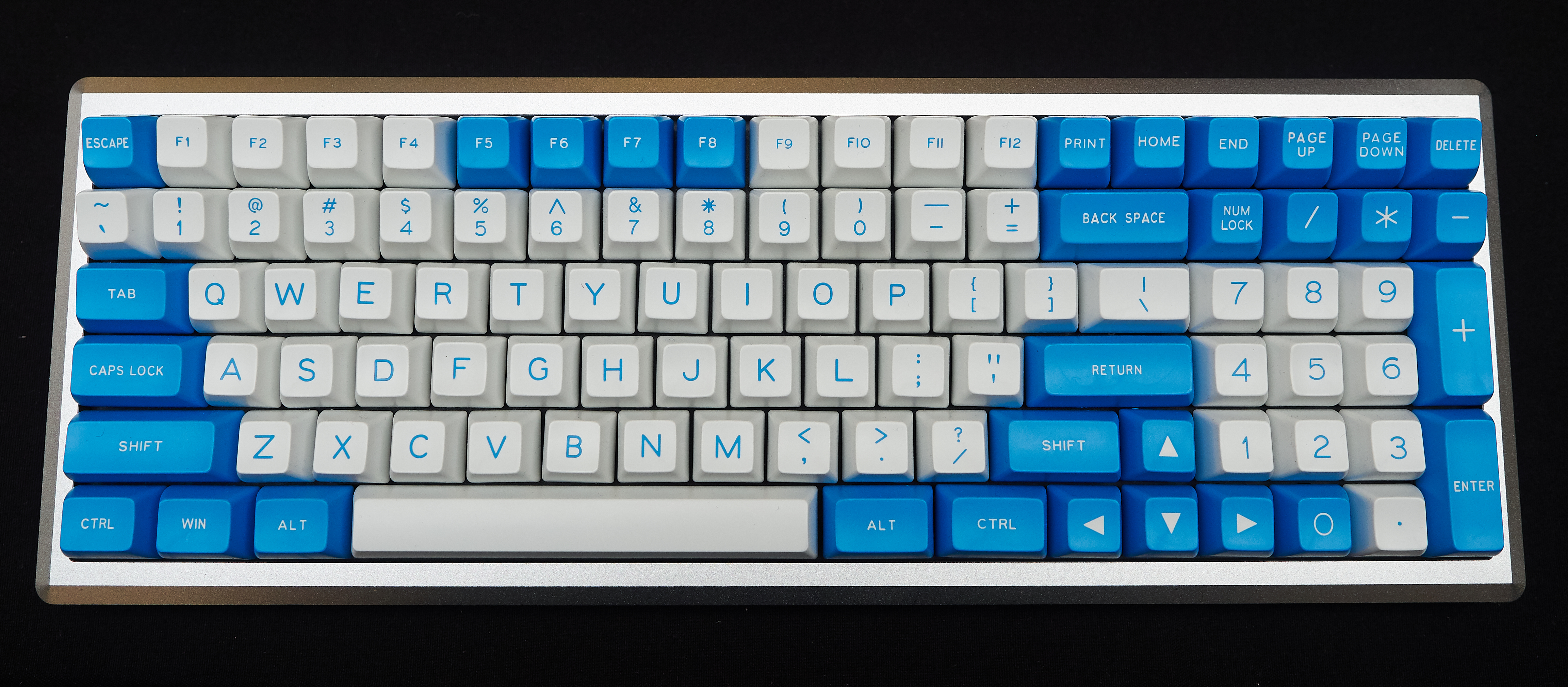
Một bàn phím truyền thống với các phím hai màu

Bàn phím máy tính (tiếng Anh: computer keyboard) là một thiết bị kiểu máy đánh chữ  sử dụng cách sắp xếp các nút hoặc phím bấm để hoạt động như đòn bẩy cơ học hoặc công tắc điện tử. Sau sự suy giảm của thẻ đục lỗ và băng giấy, tương tác qua bàn phím kiểu teleprinter trở thành phương thức nhập liệu chính cho máy tính.
Các phím trên bàn phím (nút) thường có các ký tự được khắc hoặc in trên chúng,   và mỗi lần nhấn phím thường tương ứng với một ký hiệu viết đơn. Tuy nhiên, việc tạo một số biểu tượng có thể yêu cầu nhấn và giữ một số phím đồng thời hoặc theo trình tự. Trong khi hầu hết các phím bàn phím tạo ra chữ cái, số hoặc ký hiệu (ký tự), các phím khác hoặc nhấn phím đồng thời có thể tạo ra hành động hoặc thực hiện các lệnh máy tính.
Trong sử dụng bình thường, bàn phím được sử dụng làm giao diện nhập văn bản để nhập văn bản và số vào trình soạn thảo văn bản, trình soạn thảo text hoặc bất kỳ chương trình nào khác. Trong một máy tính hiện đại, việc giải thích các phím bấm thường được dành cho phần mềm. Bàn phím máy tính phân biệt từng phím vật lý với mọi phím khác và báo cáo tất cả các lần nhấn phím cho phần mềm điều khiển. Bàn phím cũng được sử dụng để chơi game trên máy tính - có thể là bàn phím thông thường hoặc bàn phím có tính năng chơi trò chơi đặc biệt, có thể đẩy nhanh các tổ hợp phím được sử dụng thường xuyên.
Một bàn phím cũng được sử dụng để cung cấp cho các lệnh cho hệ điều hành của máy tính, chẳng hạn như của Windows ' Control-Alt-Delete kết hợp. Mặc dù trên các hệ điều hành Pre- Windows 95 của Microsoft, điều này buộc phải khởi động lại, nhưng giờ đây nó kích hoạt màn hình tùy chọn bảo mật hệ thống.
Giao diện dòng lệnh là một loại giao diện người dùng được điều hướng hoàn toàn bằng bàn phím hoặc một số thiết bị tương tự khác thực hiện công việc này.

## Lịch sử
Mặc dù máy chữ là tổ tiên dứt khoát của tất cả các thiết bị nhập văn bản dựa trên khóa, bàn phím máy tính như một thiết bị để nhập dữ liệu điện và giao tiếp xuất phát chủ yếu từ tiện ích của hai thiết bị: teleprinters (hoặc teletypes) và keypunches. Chính nhờ những thiết bị như vậy mà bàn phím máy tính hiện đại đã được kế thừa bố cục của chúng.
Ngay từ những năm 1870, các thiết bị giống như teleprinter đã được sử dụng để đồng thời gõ và truyền dữ liệu văn bản thị trường chứng khoán từ bàn phím qua các đường dây điện báo đến các máy đánh dấu để được sao chép ngay lập tức và hiển thị trên băng ticker. Kỹ thuật viên từ xa, ở dạng hiện đại hơn, được phát triển từ năm 1907 đến 1910 bởi kỹ sư cơ khí người Mỹ Charles Krum và con trai Howard, với sự đóng góp ban đầu của kỹ sư điện Frank Pearne. Các mô hình trước đó được các cá nhân như Royal Earl House và Frederick G. Creed phát triển riêng biệt.

## Cổng giao tiếp
Bàn phím kết nối với bo mạch chủ qua: PS/2, USB và kết nối không dây.

## Các loại bàn phím và công nghệ liên quan
⟨⟩=== Bàn phím máy tính ===
Bàn phím máy tính là loại bàn phím phổ biến nhất trong việc đánh máy, giải trí tại nhà và làm việc văn phòng.

### Bàn phím máy tính xách tay
Máy tính xách tay (notebook) ngày nay đã phổ biến về cơ bản bàn phím vẫn như bàn phím truyền thống nhưng do thiết kế tạo hình cho mỗi dòng máy khác nhau của các hãng khác nhau mà hình dáng cáp kết nối thay đổi theo. Thời gian gần đây có thêm bàn phím có đèn nền (backlight Backlit) có thể tắt bật Backlit. tùy theo điều kiện ánh sáng để thuận tiện làm việc.

### Bàn phím không dây
Bàn phím không dây là bàn phím sử dụng sóng để kết nối không dây như bluetooth, sóng radio hoặc hồng ngoại.

### Bàn phím cơ
Bàn phím cơ là loại bàn phím sử dụng switch ở dưới mỗi bề mặt bàn phím để tăng độ bền cho các phím bấm. Các phím bấm có thể kêu thành tiếng hoặc không có tiếng kêu, và có hoặc không có một ngưỡng ở giữa phím để cho người dùng biết phím bấm đã được nhận.

## Cách sử dụng
Trong cách sử dụng bình thường, bàn phím dùng để đánh văn bản vào một bộ xử lý chữ, trình soạn thảo văn bản, hay bất cứ hộp chữ khác.

### Lệnh
Một bàn phím cũng được dùng để viết lệnh vào máy tính. Một ví dụ điển hình trên PC là tổ hợp Ctrl+Shift+Esc là ra task manager. Với phiên bản Windows hiện thời tổ hợp này mở Task Manager để cho phép người sử dụng quản lý những quá trình đang hoạt động, tắt máy tính... Dưới Linux, MS-DOS và một vài phiên bản cũ của Windows, tổ hợp Ctrl+Alt+Del thực hiện một 'cold' hay 'warm' reboot. Trên hệ điều hành Mac, tổ hợp cmd+option+esc đưa ra một force quit dialog.